# Samantha Barks
Samantha Jane Barks (2 de outubro de 1990) é uma cantora e atriz britânica, se tornou notória depois de ficar em terceiro lugar no BBC Talent show. Em 2012, ela fez seu filme de estréia, interpretando Éponine na versão cinematográfica do musical Les Misérables.

## Biografia
Samantha nasceu e cresceu em Laxey, em Isle of Man. Estudou na Escola Primária de Lazey e em Ninian's High School antes de se mudar para Londres para estudar na The Arts Educational Schools em Chiswick. Samantha começou a dançar aos 3 anos, treinando em Ballet, Modern and Tap with Dancers Barre, depois em Stagecoach Isle of Man, Theatrix, Stage One e em Manx Ballet Company.
Ela fez sua primeira apresentação como atriz com apenas 4 anos, em um espetáculo escolar de Branca de Neve, onde ela interpretou a personagem título criança. Desde essa época ela participou de várias produções escolares como O mágico de Oz, Bela adormecida e Alice no país das maravilhas. Ela já declarou que foi uma aluna muito participativa na área das artes e que passou boa parte de sua adolescência se aprimorando.
Seus pais são Ann e Richard Barks. Ela tem um irmão e uma irmã mais velhos, e dois sobrinhos filhos de seu irmão.

## Carreira
Em abril de 2007, Barks lançou seu álbum de estréia, Looking in Your Eyes, que vendeu cerca de 600 cópias. O álbum contou com várias canções e foi lançado no selo independente Brunswick Studios. Ela também se apresentou no Peel Bay Festival em junho de 2007.  Em dezembro de 2007, Barks representou a Ilha de Man no Concurso Internacional de Música de Malta, onde ganhou o prêmio principal de € 2000 e o título de Melhor Cantora Estrangeira. Ela cantou a música "Nothing Else", de seu álbum e "Play On", uma música de sucesso em Malta.
Em 2008, Barks competiu em I'd Do Anything em que ela foi uma das finalistas para viver Nancy em um revival deWest End  para o musical Oliver!. Ela chegou à final, onde terminou em terceiro.
Ela estrelou como Éponine na produção londrina de  Les Misérables no Queen's Theatre de 21 de junho de 2010 até 18 de junho de 2011. Barks foi escolhido para desempenhar Eponine no Concerto 25 º aniversário do  Les Misérables no  O2 Arena em 3 de Outubro 2010 por Cameron Mackintosh, depois que ele a viu no papel em sua noite de abertura no Queen's Theatre , no West End de Londres. Ela foi convidada para cantar "On My Own" de Les Misérables no Royal Variety Performance no London Palladium em 9 de dezembro de 2010.
Também em 2010, Barks lançou uma música chamada "Let Go",  que ela co-escreveu com Garry Lake.
Barks também foi anunciada como o papel feminino principal em uma série de Tv da Disney  chamada Groove High, que misturava atuações com animações.Barks gravou sua voz para a série em abril de 2010, e as filmagens de sua participação ocorreram entre agosto de 2010 e final de outubro de 2011. 
Samantha foi escolhida para interpretar Éponine na versão cinematográfica. Ela recebeu a notícia de Cameron Mackintosh, ao final de uma apresentação de Oliver! em West End.
O filme foi um grande sucesso de crítica e público e Barks teve sua performance aclamada e premiada, tendo sido considerada uma das maiores jóias do filme e uma das melhores revelações do ano cinema. Dentre suas maiores conquistas está o Empire Awards de melhor atriz revelação, o Spotlight Award do Hollywood Film Festival e uma indicação ao SAG de melhor elenco, que é um dos maiores prêmios do cinema.
Em julho de 2013 interpretou Velma Kelly em duas apresentações teatrais de Chicago, no Hollywood Bowl.
Barks viverá uma figura mitológica da cultura do leste europeu conhecida como Baba Yaga na super-produção da Universal Studios, Dracula, prevista para 2014.

## Filmografia

### Cinema
| Ano  | Filme                           | Título em português          | Personagem     | Notas |
| ---- | ------------------------------- | ---------------------------- | -------------- | --- |
| 2012 | Les Misérables                  | br/pt: Os Miseráveis         | Éponine        | Elle Style Award de melhor performance revelação Glamour Awards de melhor atriz revelação Empire Awards de melhor atriz revelação Hollywood Film Festival de melhor revelação National Board of Review Award for Best Cast de melhor elenco em cinema Satellite Award de Melhor Elenco Washington D.C. Area Film Critics Association Award de melhor elenco em cinema SAG de melhor elenco no cinema Alliance of Women Film Journalists Award de melhor performance revelação Broadcast Film Critics Association Award de melhor elenco em cinema Chicago Film Critics Association Award de performance mais promissora London Film Critics Circle Award de performance britânica do ano Phoenix Film Critics Society Award de elenco San Diego Film Critics Society Award de melhor elenco San Diego Film Critics Society Award de melhor atriz coadjuvante Satellite Award de melhor atriz coadjuvante no cinema Washington D.C. Area Film Critics Association Award de melhor atriz coadjuvante |
| 2013 | The Christmas Candle            |                              | Emily Barstow  | |
| 2013 | Jack and the Cuckoo-Clock Heart | Jack e a Mecânica do Coração | Miss Acacia    | Dublagem |
| 2014 | Dracula                         |                              | Baba Yaga      | Cenas Cortadas |
| 2016 | 100 Streets                     |                              | Lotte          | Cenas Cortadas |
| 2017 | Bitter Harvest                  |                              | Natalka        | |
| 2017 | Interlude in Prague             |                              | Josepha Duchek | |

### Televisão
| Ano  | Título          | Personagem | Notas                                        |
| ---- | --------------- | ---------- | -------------------------------------------- |
| 2008 | I'd Do Anything | Ela mesma  | Competição Andrew Lloyd Webber BBC, 3º lugar |
| 2012 | Groove High     | Zoe        | Disney Channel                               |

## Teatro
| Ano       | Título                                   | Personagem   | Notas |
| --------- | ---------------------------------------- | ------------ | --- |
| 2008-2009 | Cabaret                                  | Sally Bowles | UK national tour |
| 2009-2010 | Aladdin                                  | Aladdin      | Theatre Royal, Windsor |
| 2010-2011 | Les Misérables                           | Éponine      | Queen's Theatre, West End |
| 2011      | Les Misérables: 25th Anniversary Concert | Éponine      | O2 Arena, Londres |
| 2011-2013 | Oliver!                                  | Nancy        | Tour na Inglaterra e na Irlanda, deixou pra filmar Les Misérables em abril de 2012, mas voltou no mesmo ano para completar o tour |
| 2013      | Chicago                                  | Velma Kelly  | Hollywood Bowl |

## Principais prêmios e indicações
SAG Awards (Screen Actors Guild Awards)
| Ano  | Categoria               | Filme          | Resultado |
| ---- | ----------------------- | -------------- | --------- |
| 2013 | Melhor elenco no cinema | Les Misérables | Indicado  |

National Board of Review
| Ano  | Categoria     | Filme          | Resultado |
| ---- | ------------- | -------------- | --------- |
| 2012 | Melhor elenco | Les Misérables | Venceu    |

Satellite Award
| Ano  | Categoria                | Filme          | Resultado |
| ---- | ------------------------ | -------------- | --------- |
| 2013 | Melhor atriz coadjuvante | Les Misérables | Indicado  |

Hollywood Film Festival
| Ano  | Categoria              | Filme          | Resultado |
| ---- | ---------------------- | -------------- | --------- |
| 2012 | Melhor atriz revelação | Les Misérables | Venceu    |